# Ehrenbachtal mit Kaltem Brunnen
Ehrenbachtal mit Kaltem Brunnen ist ein Landschaftsschutzgebiet (Schutzgebietsnummer 4.16.003) im Landkreis Tübingen. 

## Lage und Beschreibung
Das Schutzgebiet liegt südlich des Kusterdinger Ortsteils Immenhausen und hat seinen Namen von den beiden Bächen Ehrenbach und Kalter Brunnen, die das Gebiet durchfließen. Das Schutzgebiet erstreckt sich nach Westen, bis der Ehrenbach die B 27 unterquert und in die Steinlach mündet. Das Gebiet gehört zum Naturraum Schönbuch und Glemswald (Nr. 104).

## Schutzzweck
Wesentlicher Schutzzweck ist gemäß Schutzgebietsverordnung die Erhaltung der Bachläufe mit den Ufergehölzen sowie die Erhaltung der zahlreich vorkommenden Hecken und Feldgehölze. Die im Schutzgebiet vorhandenen Nassflächen sind ebenfalls zu erhalten. Weiterer Schutzzweck ist die Offenhaltung der Landschaft und die Erhaltung des Landschaftscharakters, der zum einen von Wald und zum anderen von den weiträumigen landwirtschaftlich genutzten Flächen geprägt wird.